# 1570 в Україні

## Події
- міщанам Любеча наданий королівський привілей на звільнення від «мыт и поборов».
- Татарський набіг, зруйновано Тужилів (Калущина).

## Особи

### Народились
- Іван Данилович на Олеську (1570—1628) — магнат, державний діяч Речі Посполитої, військовик. Засновник міста Лисянка.

## Засновані, зведені
- Тернопільське братство
- Засновано Миколаїв (Львівська область), письмова згадка про Володимирець, Жашковичі (Іваничівський район).
- Боровичі (Маневицький район)
- Журавичі
- Завидів (Іваничівський район)
- Кривовілька
- Кунча
- П'ятничани (Чемеровецький район)
- Романів (Луцький район)
- Седлище (Старовижівський район)
- Суськ (Ківерцівський район)
- Топилище
- Уладівка
- Човновиця
- Вежа Давида Русина (Львів)
- Кам'яниця Шольц-Вольфовичів (Львів)
- Воздвиженська церква (Тернопіль)